# كثافة الانبعاث

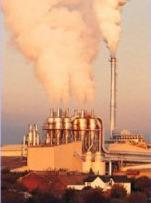

كثافة الانبعاث (بالإنجليزية: Emission intensity)‏ أو كثافة الكربون (بالإنجليزية: carbon intensity)‏، هي معدل انبعاث ملوثات معيّنة بالنسبة إلى كثافة نشاط معيّن أو عملية إنتاج الصناعي؛ على سبيل المثال غرام من ثاني أكسيد الكربون الذي يصدر لكل ميغاجول من الطاقة المنتجة، أو نسبة انبعاثات غازات الدفيئة المنتجة إلى الناتج المحلي الإجمالي. وتستخدم كثافة الانبعاثات لاستخلاص التقديرات لملوثات الهواء أو انبعاثات غازات الاحتباس الحراري استناداً إلى كمية الوقود المحترق وعدد الحيوانات في تربية الحيوانات ومستويات الإنتاج الصناعي والمسافات المقطوعة أو بيانات الأنشطة المماثلة. ويمكن أيضاً استخدام شدة الانبعاثات لمقارنة الأثر البيئي لمختلف أنواع الوقود أو الأنشطة. وفي بعض الحالات، تستخدم معاملات الانبعاث وكثافة الكربون ذات الصلة بالتبادل. المصطلحات المستخدمة يمكن أن تكون مختلفة، لمختلف المجالات أو القطاعات الصناعية؛ وعادةً ما يستثني مصطلح «الكربون» الملوثات الأخرى، مثل انبعاثات الجسيمات. والشكل المستخدم عادةً هو كثافة الكربون لكل كيلوواط ساعة، والذي يستخدم لمقارنة الانبعاثات من مصادر مختلفة من الطاقة الكهربائية.